# Dietrich Nummert

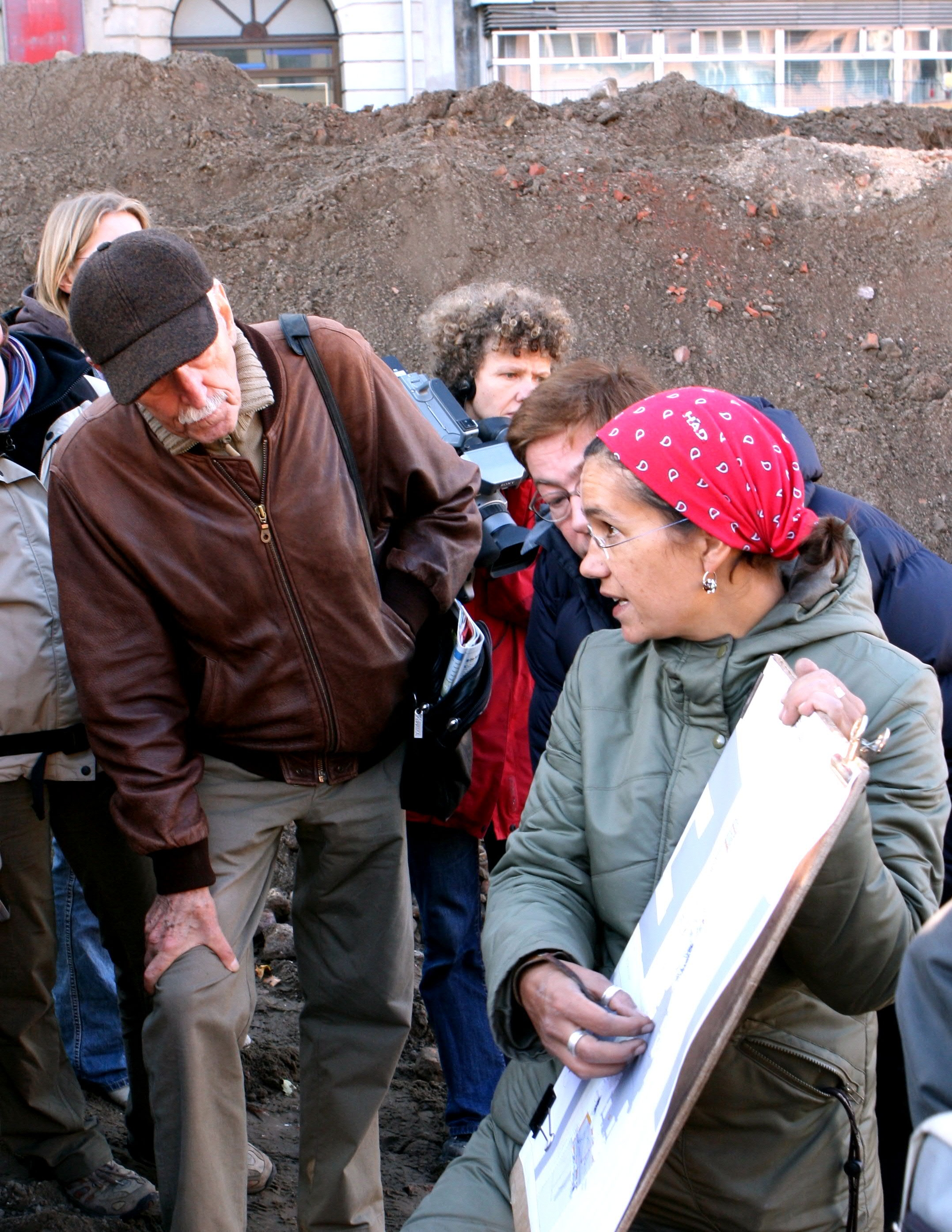
Dietrich Numbers sur la Petriplatz à Berlin en 2007

Dietrich Karl Nummert (né le 12 mai 1928 à Mönchengladbach et mort le 28 juin 2010 à Berlin) est un journaliste et auteur allemand.

## Biographie
En tant que fils de Luise et Friedrich Zahlt, Dietrich Zahlt grandit à Insterbourg en Prusse-Orientale et suit d'abord une formation de monteur de moteurs. Peu de temps avant la fin de la Seconde Guerre mondiale, il travaille dans l'usine aéronautique d'Ernst Heinkel à Rostock-Marienehe et après la guerre dans le chantier naval de Rostock Neptun (de), où il dirige une brigade de jeunes. Après la guerre, il vit d'abord à Lauenburg/Elbe, puis à Berlin, où il travaille pour Bergmann-Borsig (de).
Enraciné dans le monde du travail par son origine et son choix de carrière, Dietrich Zahlt s'intéresse à l'art et dirige à la fin des années 1940 une troupe de théâtre amateur à Bernbourg qui se produit au Théâtre de la ville de Bernbourg. Après la guerre, Zahlt rejoint la FDJ et y occupe temporairement un poste à plein temps.
Vers 1957, il suit un cours de rédaction de deux ans à l'Association des journalistes de la RDA (de) à Berlin. À partir de février 1956, il travaille au service éditorial de la maison d'édition Junge Welt Berlin (de). En 1970, il publie la biographie de Bruno Kühn (de), frère aîné de Lotte Ulbricht, pour le Conseil central de la FDJ. Il travaille également pour l'éditeur jeunesse de la RDA Verlag Neues Leben (de) et travaille jusqu'en août 1969 comme rédacteur en chef adjoint du journal théorique des fonctionnaires de la FDJ Junge Generation (de), pour lequel le Conseil central de la FDJ lui décerne un certificat d'honneur. De la fin des années 1970 au début des années 1980, il dirige le "Club der Arbeitsleute" de Berlin, auquel il invite des personnalités intéressantes d'Allemagne et de l'étranger pour donner des conférences et gâté les invités avec des spécialités culinaires.
Il travaille ensuite comme journaliste indépendant et écrit pour divers journaux est-allemands. Depuis le début des années 1990, il écrit régulièrement - surtout biographique – des articles pour la Berlinische Monatsschrift à l'Association d'éducation de Luisenstadt, dans la lignée de la revue du même nom fondée par Biester et Gedike en 1783, qui est publiée jusqu'en 2001. Dietrich Zahlt montre un grand intérêt pour l'histoire de Berlin et écrit de nombreux portraits de personnalités berlinoises bien connues. Depuis 2007, il accompagne les fouilles sur la Petriplatz (de) de Berlin en tant que visiteur régulier.
Dietrich Zahlt vit à Berlin-Friedrichshain jusqu'à sa mort. Des suites d' un cancer, il meurt dans un hospice de Berlin-Pankow. Sa tombe se trouve au cimetière d'Alt-Stralau (de).

## Textes/Essais
- Er war Pionierleiter: Leben und Kampf des Berliner Arbeiterjungen Bruno Kühn (de). Verlag Junge Welt (de), Berlin 1970.
- Wege der Kortschagins, Junge Generation 1975, 1, S. 61–66.
- Postface et annexe à Horst Bastian : Barfuß ins Vaterland. Verlag Neues Leben Berlin, 1987,  (ISBN 3-355-00332-8) .
- Irene Duchrow, Dietrich Numbers : Je recrute des citoyennes pour le royaume de la liberté. Louise Otto-Peters, fondatrice du mouvement féministe allemand. (Manuscrit). Conférence radiophonique à la Deutschlandsender Kultur le 11. Mai 1991.
- (de) Dietrich Nummert, Mit 24 schon Musikdirektor. Kantor und Lehrer Johann Crüger : Berlinische Monatsschrift (Association d'éducation de Luisenstadt), 1998 (ISSN 0944-5560, luise-berlin.de), p. 64–68
- (de) Dietrich Nummert, Mozarts Reise in den Norden : Berlinische Monatsschrift (Association d'éducation de Luisenstadt), 1998 (ISSN 0944-5560, luise-berlin.de), p. 27–32
- (de) Dietrich Nummert, Kunterbuntergang eines Dichters. Porträt über den Dichter Klabund : Berlinische Monatsschrift (Association d'éducation de Luisenstadt), 1998 (ISSN 0944-5560, luise-berlin.de), p. 81–85
- (de) Dietrich Nummert, Bronzene Kunstwerke aus Meisterhand. Der Kunstgießer Hermann Gladenbeck : Berlinische Monatsschrift (Association d'éducation de Luisenstadt), 1998 (ISSN 0944-5560, luise-berlin.de), p. 59–61
- (de) Dietrich Nummert, Jahre der Zuversicht und der Trauer. Zum Gedenken an Sonia Horn : Berlinische Monatsschrift (Association d'éducation de Luisenstadt), 1998 (ISSN 0944-5560, luise-berlin.de), p. 92–96
- (de) Dietrich Nummert, Pergamon wurde seine Passion. Der Ingenieur Carl Humann : Berlinische Monatsschrift (Association d'éducation de Luisenstadt), 1999 (ISSN 0944-5560, luise-berlin.de), p. 48–53
- (de) Dietrich Nummert, Der Augapfel der Kaiserstadt. Der Gastwirt Lorenz Adlon : Berlinische Monatsschrift (Association d'éducation de Luisenstadt), 1999 (ISSN 0944-5560, luise-berlin.de), p. 70–75
- (de) Dietrich Nummert, Jagd nach Reichtum, Jagd auf Kunst. Kaufmann Eduard Arnhold : Berlinische Monatsschrift (Association d'éducation de Luisenstadt), 1999 (ISSN 0944-5560, luise-berlin.de), p. 64–69
- (de) Dietrich Nummert, Böttgers Jahre in Berlin : Berlinische Monatsschrift (Association d'éducation de Luisenstadt), 1999 (ISSN 0944-5560, luise-berlin.de), p. 79–85
- (de) Dietrich Nummert, Buddha oder der volle Ernst. Der Kriminalist Ernst Gennat : Berlinische Monatsschrift (Association d'éducation de Luisenstadt), 1999 (ISSN 0944-5560, luise-berlin.de), p. 64–70
- (de) Dietrich Nummert, Als hielten alle den Atem an. Die Schauspielerin Carola Neher : Berlinische Monatsschrift (Association d'éducation de Luisenstadt), 2000 (ISSN 0944-5560, luise-berlin.de), p. 57–62
- (de) Dietrich Nummert, Zwei verschiedene Handwerke. Der Scharfrichter Gustav Ludwig Völpel : Berlinische Monatsschrift (Association d'éducation de Luisenstadt), 2000 (ISSN 0944-5560, luise-berlin.de), p. 130–135
- (de) Dietrich Nummert, Schreiben für die Wahrheit. Ernst Krause, alias Carus Sterne : Berlinische Monatsschrift (Association d'éducation de Luisenstadt), 2001 (ISSN 0944-5560, luise-berlin.de), p. 60–65
- (de) Dietrich Nummert, Wanderer „per il mondo“. Der Bildhauer Balthasar Permoser : Berlinische Monatsschrift (Association d'éducation de Luisenstadt), 2001 (ISSN 0944-5560, luise-berlin.de), p. 76–84
- (de) Dietrich Nummert, La Jana – die „vollkommene Blöße“. Die Schauspielerin Henriette Hiebel : Berlinische Monatsschrift (Association d'éducation de Luisenstadt), 2001 (ISSN 0944-5560, luise-berlin.de), p. 119–125